# Paolo Battista de' Giudici
Paolo Battista de' Giudici anche "Calvo de' Giudici" (Genova, 1490 – Genova, 27 settembre 1561) fu il 62º doge della Repubblica di Genova.

## Biografia
Nacque a Genova intorno al 1490 da un ramo della famiglia Giudice ascritto al albergo dei Calvi, dunque chiamato Giudice o Calvo de' Giudici. La sua famiglia era dedita alla mercatura, ma il giovane Paolo Battista preferì impostare la sua vita più sul ramo militare. 
Il suo nome compare infatti tra gli ufficiali di marina, e poi con la nomina di capitano, durante le fasi cruciali del 1528 per la "riconquista dell'indipendenza" della Repubblica di Genova dalla Francia. 
Nello stesso anno venne registrato sul Liber Primus Nobilitatis insieme ad altri del lignaggio dei Giudici che facevano parte del albergo dei Calvi. Successivamente fu nominato tra gli ambasciatori di Genova presenti all'incontro di Bologna tra il papa Clemente VII e l'imperatore Carlo V.
Fu nominato doge di Genova con l'elezione del 4 gennaio 1561: la diciassettesima in successione biennale e il sessantaduesimo nella storia repubblicana.
Il suo dogato durò solamente poco più di otto mesi - il secondo doge a morire in carica dopo Pietro Giovanni Cybo Clavica nel 1558 - a causa dell'aggravarsi del suo stato di salute che lo portarono alla morte il 27 settembre 1561. 
Il suo corpo venne tumulato nella cappella di famiglia all'interno della basilica della Santissima Annunziata del Vastato.